# Joseph West Ridgeway
Pour les articles homonymes, voir Ridgeway (homonymie).
Colonel Joseph West Ridgeway, né le 16 mai 1844 et mort le 16 avril 1930, est un officier britannique.
Il a été le 18e gouverneur du Ceylan britannique dans l'actuel Sri Lanka, et le onzième lieutenant-gouverneur de l'Île de Man.

## Distinctions

### Décorations
- Ordre du Bain Chevalier Grand-croix (GCB)
- Ordre de Saint-Michel et Saint-Georges Chevalier Grand-croix (GCMC)[1]
- Ordre de l'Étoile d'Inde Chevalier commandeur (KCSI)

### Honneurs
- Legum Doctor (honorary) de l'Université de Cambridge, en mai 1902[2].
- Legum Doctor (honorary) de l'Université d'Édimbourg, le 6 juillet 1902[3].